# 남해 전 백이정 묘
남해 전 백이정 묘(南海 傳 白頤正 墓)는 대한민국 경상남도 남해군 남면 평산리에 있는, 고려 후기의 유학자인 이재(彛齋) 백이정(1247∼1323)의 묘소이다. 1996년 3월 11일 경상남도의 기념물 제155호 전 백이정묘로 지정되었다가, 2018년 12월 20일 현재의 명칭으로 변경되었다.

## 개요
이 무덤은 고려 후기의 유학자인 이재(彛齋) 백이정(1247∼1323) 선생의 묘소이다.
고려 충렬왕 1년(1275)에 문과에 급제하여 충선왕 때 첨의평리(僉議評理)로 상의회의도감사를 겸하였고 뒤에 상당군에 봉해졌다. 충렬왕 24년(1298)에 충선왕을 따라 원나라 연경에 가서 학자들과 교류하면서 10년 동안 성리학을 연구하고 돌아와 제자들을 가르켰다. 그의 문인으로는 이제현, 박충좌, 이곡, 이인복, 백문보 등이 있다. 우리나라에 처음으로 성리학을 들여온 사람은 안향이지만, 성리학을 본격적으로 연구하고 그 체계를 파악하여 확립한 사람은 백이정이라 할 수 있다.
경상남도 남해군 남면 평산리 망기산의 우지막골은 수백년간 ‘백정승의 묘’라고 전해 내려오는 곳이다. 봉분 주위에는 평평한 긴 바위로 담장이 둘러져 있고 바닥에는 자연석을 깔았다. 묘지 주위에는 소나무가 우거져 있고 산사태를 방지하기 위해 계단식으로 쌓은 석축이 있다. 봉분을 쌓아 올린 돌이나 주변 담장을 쌓은 수법이 고려시대의 성곽 축조법과 비슷해 그 시대의 기법을 파악하는 데 중요한 자료가 되고 있다.
충청남도 보령시 웅천면 성동리에도 백이정의 것이라 전해지는 묘와 신도비(神道碑:왕이나 고관 등의 평생 업적을 기리기 위해 무덤 근처 길가에 세우던 비)가 있다.

## 같이 보기
- 백이정

## 참고 문헌
- 남해 전 백이정 묘 - 국가유산청 국가유산포털